# Stockholmsäktenskap

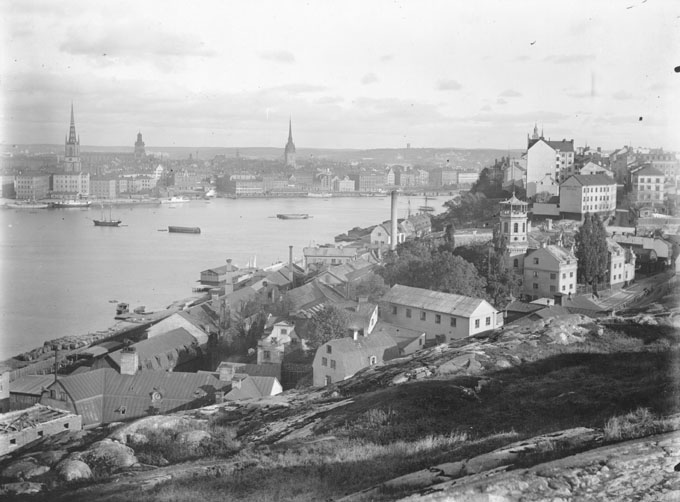
Utsikt över Stockholm från Ludvigsberg- Skinnarviksberget, 1800-tal. Källa: Stadsmuseet i Stockholm.

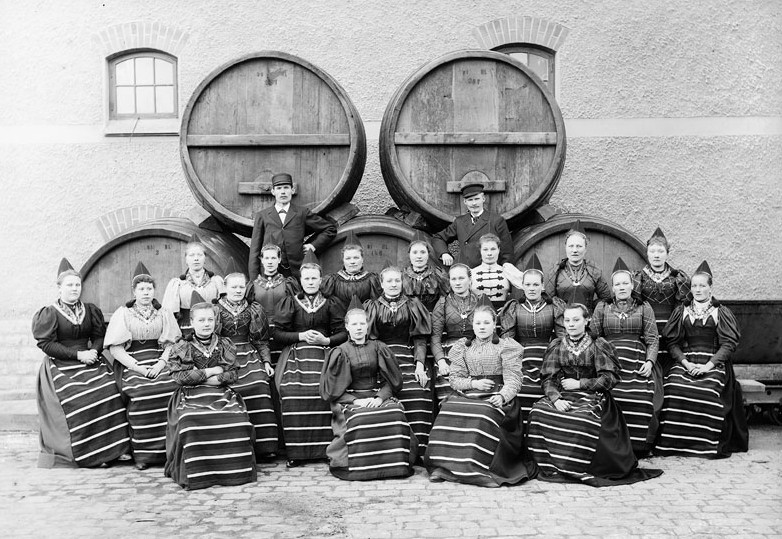
Kvinnliga arbetare, samt två män, vid Piehls bryggeri, Götgatan 100 på Södermalm.

Stockholmsäktenskap kallades i Sverige, under senare delen av 1800-talet, de förhållanden där ett par levde ihop utan att ha ingått äktenskap, det vill säga det man idag kallar samboskap. Stockholmsäktenskap förekom inom arbetarklassen och medelklassen i Stockholm vid denna tid. I hela landet användes begreppet stockholmsäktenskap för vad man ansåg var ett syndigt leverne, speciellt om förhållanden i storstaden Stockholm där den sociala kontrollen var svag. 

## Bakgrund
På 1800-talet gällde ännu 1734 års giftermålslagstiftning där mannen hade målsmanskap, det vill säga förmyndarskap, över sin hustru. Hustrun var intellektuellt och ekonomiskt omyndigförklarad. Mannen hade bestämmanderätt över hushållets alla medlemmar, han förvaltade hushållets egendom, var barnens förmyndare och förde hushållets talan utåt.  Ogifta kvinnor stod under faderns förmyndarskap.
Men 1858 kunde ogifta kvinnor begära att få bli myndiga vid 25 års ålder; fem år senare blev alla ogifta kvinnor automatiskt myndiga vid denna ålder. År 1884 sänktes ogifta kvinnors myndighetsålder till 21 år, samma ålder som för män. De gifta kvinnorna förblev däremot omyndiga ända fram till år 1920. När vissa utbildningar och yrken från 1850-talet och framåt gjordes tillgängliga för kvinnor, skedde det enbart för ogifta kvinnor. Skillnaden mellan att vara ogift och gift för en kvinna var alltså radikal under perioden 1858 till 1920.
Mellan 1850 och 1885 växte Stockholm explosionsartat; folkmängden ökade från 93 000 invånare till 216 000. Industrialiseringen hade kommit igång och mängder av människor flyttade in från landsbygden. Fabriker, byggarbetsplatser, tvätterier och serviceinrättningar samt borgerliga hushåll fylldes av kvinnlig arbetskraft. De flesta var ogifta. Under 1860-talets första hälft föddes nästan 41 procent av alla barn i Stockholm av ogifta mödrar.
Inom borgarklassen och medelklassen lyste och gifte man sig i kyrkan innan man flyttade ihop, även om ogifta förhållanden förekom även där. Inom Stockholms arbetarklass hade man inte sällan en relation utan att vara formellt gift. Ibland gifte man sig efter några år, och kanske hade man då redan ett par barn tillsammans. Bland arbetare och nyinflyttade i Stockholm var olagliga samboenden så vanliga att de kom att kallas stockholmsäktenskap.

## ”Gift på stockholmska”
Historikern Margareta Matović skriver i sin avhandling Stockholmsäktenskap: familjebildning och partnerval i Stockholm 1850–1890    att stora grupper av arbetare och nyinflyttade var så fattiga att de helt enkelt inte hade råd att gifta sig. Överlevnadsmarginalerna tillät inte några extra utgifter över huvud taget.
Ett annat hinder var all pappersexercis som ett giftermål krävde, bland annat måste ett ledighetsintyg och ett giftomansintyg från släkten införskaffas. Då skrivkunnigheten var låg och de nyinflyttade ibland hade svårt att få kontakt med släkten på landet förblev många i ett olagligt samboendeförhållande.
Matović menar också att ett papperslöst förhållande kunde uppfattas som mer fördelaktigt, framförallt av alla de arbetarkvinnor som var självförsörjande. 
Den kvinna som var ogift stod ju varken under faderns eller någon annan mans förmyndarskap. Hon var inte heller alltid villig att överlämna sin lön och sitt liv i mannens händer utan föredrog att vara ”gift på stockholmska”.
En del som var ”gifta på stockholmska” var dock trolovade vilket innebar att de hade för avsikt att gifta sig.  Kvinnan var då fortfarande myndig och barnen registrerades inte som oäkta utan som avlade under äktenskapslöfte och blev arvsberättigade.

## Lars Johan Hiertas riksdagsmotion 1870
Den liberale tidningsmannen och riksdagsledamoten Lars Johan Hierta agerade för att den gifta kvinnan skulle få rätt att själv förvalta sin egendom och inkomst. 1870 lade han fram en motion i andra kammaren där han uppmärksammar arbetarkvinnornas svåra situation:
“Jag har dervid sökt fästa lagstiftningens uppmärksamhet på de menliga följder, som vid många tillfällen uppstå af mannens oinskränkta rätt att disponera om den egendom hustrun medfört i boet, och att emot hennes vilja kunna fråntaga henne hvad hon genom särskild flit i något eget, under äktenskapstiden idkadt näringsfång eller arbete kan hafva förvärfvat.”
“Mindre uppmärksammade torde vara de ännu talrikare exemplen på de sociala och moraliska följderna inom de mindre bemedlade klasserna af samma lagbud. En ibland dessa,  som förtjenar beaktas, visar sig deruti, att de flesta unga qvinnor, åtminstone i städerna, hvilka försörja sig genom industrieelt arbete, äfvensom bland de inom familjerna tjenande, om de fästat sitt hjerta vid en man, med hvilken de knutit förtrolig bekantskap, likväl, enligt hvad man hör af deras egen utsago, icke vilja gifta sig med en så kallade fästmannen, af fruktan att, om sådant sker, han skall taga ifrån henne hvad hon förtjenat, och detta omdöme beledsagas ofta med åberopande af hjertslitande exempel på, huru en eller annan af deras bekanta på sådant sätt råkat i ekonomiskt och moraliskt elände, utan kraft eller tillfälle att kunna rädda sig derutur genom skiljsmessa.”